# Всеобщие выборы в Уругвае (2014)
Всеобщие выборы в Уругвае прошли 26 октября (первый тур) и 30 ноября (второй тур) 2014 года. Гражданам предстояло проголосовать по поводу поправок в конституцию, избрать 99 депутатов Палаты представителей и 30 депутатов Сената Парламента, а также президента и вице-президента. Если ни один кандидат не получит абсолютного большинства голосов в 50 %, второй тур состоится 30 ноября. Поскольку действующий президент Уругвая Хосе Мухика, выигравший выборы 2009 года, не имеет права снова избираться в связи с конституционным ограничением сроков, правящая коалиция социалистических и коммунистических партий «Широкий фронт» выбрала нового кандидата, которым стал бывший президент Табаре Васкес. Вопрос референдума заключался в снижении возраста уголовной ответственности с 18 до 16 лет.

## Контекст

### Экономика
Государственный бюджет Уругвая составляет 56 миллиардов долларов США, а социальные расходы в нём за восемь лет до 2012 года увеличились на 83 %. С 2005 года рост экономики страны в среднем составлял 5,7 %. В 2013 году безработица в Уругвае составила 6,3 %, что стало историческим минимумом, а экономический рост снизил уровень бедности с 39,9 % 2004 года до 11,5 % в 2013 году. В том же году, Уругвай стал первой в мире страной легализовавшей производство, продажу и распространение марихуаны в аптеках, где в начале 2015 года физические лица смогут приобретать до 10 граммов по ценам правительства около одного доллара за грамм

### Избиратели
В этих выборах примут участие около 250 тысяч новых избирателей, большинство из которых не пользуется традиционными СМИ, что представляет собой большую проблему для кандидатов.. Вследствие этого, менеджеры предвыборных кампаний и рекламные агенты активно начали использовать социальные сети.

### Кандидаты
Согласно опросам общественного мнения, политический ландшафт Уругвая оставался стабильным в течение длительного времени, в связи с тем, что большинство кандидатов уже баллотировались на предыдущих выборах, хотя и здесь случились некоторые сюрпризы:
- «Широкий фронт» имеет давние традиции постоянных кандидатур с 1971 года, с немногими исключениями[13]. В ноябре 2013 года Конгресс Широкого фронта объявил о выдвижении двух кандидатур[14]:

1. Табаре Васкес[15] (победитель)[12]
2. Констанца Морейра[15]

- Национальная партия из-за внутренней конкуренции выставила несколько кандидатов[16]:

1. Луис Лакалье[15] (победитель)[12]
2. Хорхе Нараньяга[15]
3. Альваро Джермано[15][17]
4. Альфредо Олиу[15][17][18]

- Партия Колорадо:

1. Педро Бордаберри[15] (победитель)[12]
2. Хосе Аморин Баттле[15]
3. Мануэль Флорес Силва[15]

- Независимая партия:

1. Пабло Миерес[15]

Малые партии:
- Народное единство: Гонсало Абелла[15]
- Союз за перемены: Марсело Фуэнтес
- Коалиционная партия: Хосе Луис Вега
- Партия трудящихся: Рафаэль Фернандес
- Непримиримая радикальная экологическая партия: Сезар Вега
- Объединение для наших природных богатств: Беатрис Банчеро

## Голосование

### Первый тур
26 октября около 7 тысяч избирательных участков открылись в 8 часов по местному времени (13.00 по московскому), а закрылись в 21:30. Правом голоса обладали около 2,6 избирателей от общего числа населения страны в 3,3 миллиона человек. За проведением выборов следили более 2 тысячи полицейских и 3 тысяч военных, а также наблюдатели от Организации американских государств, включая членов избирательных органов Аргентины, Бразилии, Колумбии, Коста-Рики, Чили, Эквадора, Гондураса, Мексики, Никарагуа, Панамы, Перу и Доминиканской Республики.

### Второй тур
Избирательные участки открылись 30 ноября. По некоторым данным, в голосовании приняло участие 80 % избирателей, что почти на 10 % меньше по сравнению с 26 октября. Во многом это было связано с тем, что страну накрыли ливневые дожди, и власти были вынуждены перенести участки в более безопасное место. Голосование окончилось в 19.30 по местному времени (0.30 1 декабря по Москве).

## Результат

### Предварительные

#### Первый тур
Как и ожидалось, по данным экзит-поллов, кандидат от партии «Широкий фронт» Табаре Васкес не смог набрать достаточно голосов, то есть больше 50 %, получив около 44-46 % голосов против Луиса Лакалье от Национальной партии с 31-34 %. Педро Бордаберри из партии Колорадо вышел на третье место с 13—14 %. В результате этого, 30 ноября пройдёт второй тур, в котором встретятся только два первых кандидата.

#### Второй тур
По данным экзит-поллов, Табаре Васкес победил на выборах, набрав более чем 53 % голосов, в то время как Луис Лакалье — только 41 %. После обнародования этих результатов, Лакалье отметил, что «позвонил доктору Табаре Васкесу и сказал, что он одержал честную победу, поздравил его и пожелал ему всяческих успехов». В то же время, действующий президент Уругвая Хосе Мухика прибыл в избирательный штаб Васкеса — своего однопартийца, и лично поздравил его с победой, сообщив, что будет оказывать содействие новому президенту, чтобы он затратил «минимум времени» на то, чтобы войти в курс дела. Васкеса поздравили также президент Аргентины Кристина Фернандес де Киршнер и генеральный секретарь Союза южноамериканских наций Эрнесто Сампер
По данным Избирательного суда Уругвая после подсчета 78,5 % бюллетеней, Васкес набрал 52,4 % голосов, а Лакалье — 42,4 %. После обработки 86 % протоколов, у Васкеса 55,7 % голосов, Лакалье — 44,3 %. После подсчета 93,7 % бюллетеней, голоса распределились 53,2 % против 41,5 % голосов. На пресс-конференции Васкес сказал, что «в такой же день как сегодня, но в 1980 году народ Уругвая сказал „нет“ диктатуре, установившейся в 1973 году. Сегодня уругвайцы вновь сказали „да“ свободам, правам, демократии и гражданскому обществу», пообещав, что новое правительство будет работать в интересах «более тесной интеграции, как внешней, так и внутренней. Мы благодарим Лакалье Поу, и благодарим тех, кто отдал нам свои голоса, поверив нам», отметив, что «необходимо согласие всех секторов общества по важнейшим для страны вопросам. Это, прежде всего, образование, здравоохранение, инфраструктурные проекты, социальная защита, инновации, рост производства, охрана окружающей среды, достойная занятость». В своей предвыборной программе Васкес предложил изменить закон о марихуане, если он окажется неэффективным, и пообещал продолжить ведение про-рыночной экономической политики и реализацию планов социального обеспечения. В столице страны Монтевидео, тысячи его ликующих сторонников вышли на улицы, чтобы отпраздновать победу. После подсчёта 97,6 % бюллетеней у Васкеса 53,4 % голосов, у Лакалье — 41,3 %.
Церемония вступления в должность нового президента состоялось 1 марта 2015 года.

### Окончательные
| Партия                                                          | Кандидат в президенты              | Первый раунд | Первый раунд | Второй раунд | Второй раунд | Места  | Места | Места | Места |
| Партия                                                          | Кандидат в президенты              | Голоса       | %            | Голоса       | %            | Палата | +/-   | Сенат | +/-   |
| --------------------------------------------------------------- | ---------------------------------- | ------------ | ------------ | ------------ | ------------ | ------ | ----- | ----- | ----- |
| Широкий фронт                                                   | Табаре Васкес                      | 1 134 187    | 49,45        | 1 226 105    | 56,63        | 50     | 0     | 15    | -1    |
| Национальная партия                                             | Луис Альберто Лакалье Поу          | 732 601      | 31,94        | 939 074      | 43,37        | 32     | +2    | 10    | +1    |
| Партия Колорадо                                                 | Педро Бордаберри                   | 305 699      | 13,33        |              |              | 13     | -4    | 4     | -1    |
| Независимая партия                                              | Пабло Миерес                       | 73 379       | 3,20         | 3            | +1           | 1      | +1    |       |       |
| Народное единство                                               | Гонсало Абелла                     | 26 869       | 1,17         | 1            | +1           | 0      | 0     |       |       |
| Непримиримая радикальная экологическая партия                   | Сезар Вега                         | 17 835       | 0,78         | 0            | Новая        | 0      | Новая |       |       |
| Партия трудящихся                                               | Рафаэль Фернандес                  | 3218         | 0,14         | 0            | -            | 0      | -     |       |       |
| Недействительные/пустые бланки                                  | Недействительные/пустые бланки     | 107 631      | -            |              | -            | -      | -     | -     | -     |
| Всего                                                           | Всего                              | 2 348 833    | 100          |              |              |        |       |       |       |
| Зарегистрированные избиратели/явка                              | Зарегистрированные избиратели/явка | 2 620 791    | 89,62        |              |              | -      | -     | -     | -     |
| Источник: Corte Electoral (6921 из 6948 избирательных участков) |                                    |              |              |              |              |        |       |       |       |